# Degree Confluence Project
Pour les articles homonymes, voir DCP.

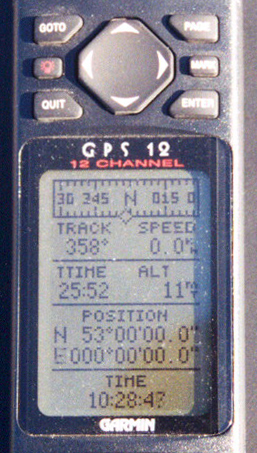
Relevé GPS du point « 53 N x 00 », au Lincolnshire en Angleterre

Le Degree Confluence Project (DCP) est un projet international qui consiste à visiter à l'aide d'un récepteur GPS le point d'intersection de tous les méridiens de longitude entière et de tous les parallèles de latitude entière. Le nom anglais du projet peut être librement traduit en français par « Projet d'intersection des degrés ».

## Principe du projet
Il existe sur Terre 64 442 points d'intersection entre des méridiens et des parallèles de valeur angulaire entière, 21 541 sur terre, 38 411 en mer et 4 490 sur les calottes glaciaires arctique et antarctique. Le Degree Confluence Project vise à les visiter tous.
Le projet différencie les points d'intersection primaires et les points d'intersection secondaires. Une intersection est primaire seulement si elle est sur la terre ferme, ou que la terre ferme y soit atteinte (fond de lac peu profond,...). Aux latitudes élevées, seuls quelques points sont considérés comme primaires afin d'éviter d'avoir plusieurs points primaires trop proches l'un de l'autre.
En quelque sorte, le projet est un échantillonnage du globe terrestre.

## Visite des points d'intersection
L'endroit précis d'une intersection est déterminé par un récepteur GPS. Pour pouvoir prétendre à une visite réussie, un visiteur doit arriver à moins de 100 mètres du point d'intersection (données WGS84), prendre au moins deux photos (l'une du récepteur GPS n'indiquant que des zéros après la virgule, l'autre des environs du point) et écrire un résumé de son expédition sur le site du projet. Si le visiteur ne réussit pas à satisfaire à ces conditions, par exemple parce que le point est inaccessible, la visite est inscrite comme incomplète.
Il est bien sûr possible de visiter une intersection déjà visitée auparavant. D'ailleurs, de nombreuses intersections ont déjà été visitées plusieurs fois, tout particulièrement en Amérique du Nord et en Europe. De telles visites multiples peuvent rendre compte des évolutions produites sur le lieu.
Presque tous les pays du monde possèdent au moins une intersection présentant des coordonnées entières. De très nombreux points ont été visités, mais il en reste toujours un certain nombre qui sont difficiles d'accès et donc toujours vierges. Des conditions climatiques extrêmes, une altitude élevée, une forêt dense, une étendue désertique, des conflits locaux sont autant d'obstacles à la visite de points d'intersection dans certains pays.

## Répartition des points d'intersection par pays
À fin 2014, parmi les pays francophones :
- Belgique : 4 points dont 2 primaires et 2 secondaires, tous déjà visités[1].
- Canada : 2003 points dont 1136 primaires et 867 secondaires[2].
- France : 78 points dont 71 primaires (64 visités au 23 décembre 2014) et 7 secondaires (tous visités)[3].
- Luxembourg : 1 seul point, primaire, déjà visité[4] (cf. infra).
- Suisse : 5 points, primaires (bien qu'un point soit visité au fond d'un lac), tous visités[5].

## Exemples d'intersections remarquables
Classées par latitude croissante dans l'hémisphère nord, puis par longitude croissante d'ouest en est :

### En mer
- 0° N, 0° E[6] : la rencontre de l'équateur et du méridien de Greenwich.

### Sur terre
- 29° N, 77° E[7] : Point d'intersection situé entre deux bâtiments, dans un palais de justice de Sonipat, en Inde.
- 30° N, 27° E[8] : Point d'intersection d'altitude la plus basse, situé à Matrūh, en Égypte à −78 mètres, visité pour la première fois par Dave Morrison, Steve Price et Tony Carlisle le 4 décembre 2004.
- 33° N, 80° E[9] : Point d'intersection d'altitude la plus élevée, situé dans le village de Küba (en), au Tibet à 5 835 mètres d'altitude, visité pour la première fois par Greg Michaels and Robert Whitfield le 29 mai 2005.
- 40° N, 83° O[10] : Point d'intersection situé dans une cuisine, près de l'Ohio State University.
- 43° N, 72° O[11] : Premier point d'intersection enregistré sur le site du projet le 20 février 1996[Note 1], par Alex Jarrett (fondateur du projet) et Peter Cline ; le point est situé dans le New Hampshire, aux États-Unis.
- 45° N, 0° E: Point d'intersection entre le méridien de Greenwich et le 45e parallèle nord (longitude 0°, latitude 45°N), à égale distance du pôle Nord et de l'équateur, sur la commune de Puynormand, non loin de la tombe du cheval Jappeloup, champion olympique.
- 45° N, 1° O[12] : Point d'intersection située dans la forêt, près de Lacanau, en France.
- 45° N, 90° O[13] : Centre de la moitié nord de l'hémisphère ouest.
- 45° N, 90° E[14] : Centre de la moitié nord de l'hémisphère est.
- 50° N, 6° E[15] : Unique point d'intersection situé au Luxembourg, indiqué par un petit monument.